# Puerto Chiapas
Puerto Chiapas, anteriormente conocido como San Benito y aún denominado Puerto Madero, es una población y puerto ubicado en el estado mexicano de Chiapas, sobre la costa del océano Pacífico en la zona sur de Soconusco, pertenece al municipio de Tapachula. Ubicado específicamente a 30 km. aproximadamente de la ciudad de Tapachula.
Actualmente es considerado como uno de los 16 principales puertos de altura de México, ya que empieza a tener una actividad económica de exportación.

## Historia
Anteriormente conocido como «San Benito» fue creado durante los años del porfiriato, durante estos se construyó el primer malecón de madera. Para que durante el último tercio del siglo XX se plantaran los cimientos de lo que para principios de la década de los 70', fuera impulsado bajo el gobierno de Manuel Velasco Suárez con obras que quedaron inconclusas, bajo este estado fue reinaugurado en el año de 1975 y llamado bajo el nombre de «Puerto Madero», el cual con el paso del tiempo fue quedando abandonado y las pocas inversiones resultaban desfavorables para su aprovechamiento. Pasando uno tras otro gobierno quedó en el olvido y la desgracia, debido a que la mayoría de las inversiones quedaban solamente en el centro del estado de Chiapas, esto condujo a que 30 años después durante el gobierno del presidente de la república Vicente Fox Quesada y del gobernador del estado Pablo Salazar Mendiguchía se hiciera una gran inversión para su restauración de 700 millones de pesos, la cual marco el inicio de las inversiones, dicha restauración inicio en el año 2001, pero por motivos del Huracán Stan en el 2005 este fue utilizado para el abastecimiento de productos a Tapachula durante la contingencia, para el 2006 la restauración culminó con su apertura como terminal de cruceros, terminal de muelles de pesca, y las siguientes palabras del gobernador Pablo Salazar 
Mendiguchía:

"Bien merecía Chiapas este puerto. Su apertura es una prueba más de que estamos en el mundo y sabemos hacía donde nos dirigimos. Puerto chiapas significa adelanto, certeza en el destino de nuestra tierra, apertura a los mercados para nuestros productos, y también, por supuesto, para nuestra oferta cultural. Por este mar irá la savia chiapaneca que llegará a remotas tierras y dará testimonio de lo que somos: un pueblo de paz y de creatividad"

Con la construcción del malecón, con el cual se pretende impulsar el  turismo y generar una mejor economía. También por medio de esta construcción, se tiene como objetivo crear una zona de protección y amortiguamiento entre el mar y la población.  

### Infraestructura
Puerto Chiapas en infraestructura cuenta con:
- Terminal de Cruceros
- Terminal de muelles de pesca
- Restaurant
- Baños y vestidores
- Estacionamiento
- Vialidades de acceso y salida
- Área de desembarque
- Edificio Principal
- Planta de tratamiento de aguas residuales
- Instalaciones de Herdez
- Instalaciones de Pemex
- Balnearios
- Vistosas playas
- Restaurantes
- Universidad (UNACH, ingeniería en sistemas costeros)
- Malecón